# Britt Forsell
Britt Forsell, under en period Schefvert, född 16 april 1959 i Göteborg, är en svensk före detta handbollsspelare (först mittnia, senare mittsexa/försvarsspecialist).

## Klubblagskarriär
Britt Forsell började spela för KvIK Sport i Göteborg, en av Sveriges historiskt sett mest framgångsrika klubbar. Hon debuterade i A-laget 14 år gammal och är en av de yngsta spelarna i damallsvenskan någonsin. Under åren Forsell spelade i A-laget vann man dock inga titlar. Hon bytte klubb till Göteborgs KvIK, men det var först när hon flyttade till Stockholm för studier på GIH, som hon tog tre SM-titlar (1987, 1988, 1989) med Tyresö HF. Hon bytte klubb till Sävsjö HK då pojkvännen Ulf Schefvert var tränare i HK Drott. Det gjorde att hon fick pendla 19 mil tur och retur till träning och match från arbetet i Våxtorp. Efter fyra år i Sävsjö flyttade hon och familjen till Danmark då Schefvert blev förbundskapten och Forsell började spela för Greve IF. Efter att Forsell lämnat Sävsjö tog klubben sex raka SM-guld.
Forsell avslutade sin klubbkarriär i GF Kroppskultur då Schefvert hade tagit över klubbens herrlag. Forsell hade då spelat handboll på seniornivå i 26 år. Hon har under sin karriär drabbats av många skador och opererat korsband i båda knäna men alltid kommit tillbaka. 

## Landslagsspel
Mellan 1977 och 1991 spelade Britt Forsell 135 landskamper för Sveriges landslag.
Britt Forsell gjorde landslagsdebut i augusti 1977, vid 18 års ålder, mot Danmark i Mässhallen i Göteborg. Hon spelade många år i ett svenskt landslag som inte tillhörde världseliten och fick spela många kval utan någon chans att ta sig till VM eller OS. Det sista kvalet till VM 1989 blev ett undantag för då lyckades man ta sig till A-VM 1990.
1989/1990 blev hon utsedd till Årets handbollsspelare i Sverige.

## Familj
Britt Forsells far Sven-Eric Forsell spelade 16 landskamper i handboll 1938–1947 och spelade för Majornas IK och AIK. Hon har varit gift med Ulf Schefvert. Sönerna Eric Forsell Schefvert, Olle Forsell Schefvert och Anders Forsell Schefvert har även de spelat handboll på elitnivå.

## Individuella utmärkelser
- Invald i Göteborgs Hall of fame 2014 [3]